# Théo Herckenrath
Théo Herckenrath (Aalst, 22 juli 1911 - Hoogstraten, 20 maart 1973) was een Belgisch wielrenner. 
In 1932 won hij het Belgisch kampioenschap wielrennen voor militairen. Herckenrath  was beroepsrenner van  1933 tot 1937. In 1934 won hij Luik-Bastenaken-Luik en ook Parijs-Lille.

## Resultaten in voornaamste wedstrijden
| Jaar | Ronde van Italië | Ronde van Frankrijk | Ronde van Spanje |
| ---- | ---------------- | ------------------- | ---------------- |
| 1934 |                  | 26e                 |                  |
| 1935 |                  |                     |                  |
| 1936 |                  |                     |                  |

| Jaar | Ronde van Vlaanderen | Parijs-Roubaix | Luik-Bast.‑Luik | Waalse Pijl | Parijs-Brussel |
| ---- | -------------------- | -------------- | --------------- | ----------- | -------------- |
| 1934 |                      |                | Goud            |             | 6e             |
| 1935 |                      | 21e            |                 |             |                |
| 1936 | 13e                  |                |                 | 16e         |                |